# Oncometopia quadrinotata
Oncometopia quadrinotata är en insektsart som beskrevs av Fowler 1899. Oncometopia quadrinotata ingår i släktet Oncometopia och familjen dvärgstritar. Inga underarter finns listade i Catalogue of Life.